# 閃光背燈魚
閃光背燈魚（学名：Notoscopelus resplendens），又名闪光肩灯鱼，为灯笼鱼科肩灯鱼属的鱼类。分布于全球各大洋海域，為深海魚類，棲息深度0-2121公尺，體長可達9.5公分，以甲殼類為食。

## 扩展阅读
維基物種上的相關：閃光背燈魚